# Kventlík
Kventlík nebo kvintlík (podle německého Quint(chen) téhož významu) byla stará česká váhová jednotka s hodnotou těsně přes 4 g. Synonymem je drachma, jako lékárenská jednotka hmotnosti.
Jedna libra se dělila na 2 hřivny, 4 čtvrtě, 16 uncí, 32 lotů a 128 kvintlíků. Česká libra měla hodnotu 0,51375 kg, takže kventlík činil 4,014 g; po roce 1765 byla po celém Rakousku zavedena vídeňská libra (Pfund) o 0,56006 kg, takže kvintlík braný z ní činil 4,375 g.